# Johann Baptist Streicher
Johann Baptist Streicher (3 de enero de 1796 en Viena - 28 de marzo de 1871 en Viena) fue un fabricante de pianos austriaco. Aprendió a fabricar pianos de sus padres y se convirtió en socio del negocio en 1823. Johannes Brahms, dueño de un piano Streicher y famoso compositor, dijo una vez en su carta a la pianista alemana Clara Schumann que "Allí [en mi Streicher] siempre sé exactamente lo que escribo y por qué escribo de una forma u otra".
El hijo de Streicher, Emil, vendió el negocio familiar en 1896 a los hermanos Stingl.
Un fabricante de pianos moderno Paul McNulty hizo la primera copia mundial de un piano Streicher de 1868, que Johannes Brahms recibió de Streicher en 1870 y lo mantuvo en su casa hasta su muerte.